# Каренно
Каренно (італ. Carenno) — муніципалітет в Італії, у регіоні Ломбардія, провінція Лекко.
Каренно розташоване на відстані близько 500 км на північний захід від Рима, 45 км на північний схід від Мілана, 8 км на південний схід від Лекко.
Населення — 1482 особи (2014).

## Демографія
Населення за роками:

Станом на 1 січня 2023 року в муніципалітеті офіційно проживало 59 іноземців з 17 країн, серед них 19 громадян країн Євросоюзу та 1 громадянин України.

## Сусідні муніципалітети
- Калольцьокорте
- Коста-Валле-Іманья
- Ерве
- Торре-де'-Бузі